# 쿵후소년 스컹크 푸!
《쿵후소년 스컹크 푸!》(영어: Skunk Fu!)는 아일랜드와 영국의 애니메이션 어린이 TV 시리즈이다.

## 방송 기간
- 미국: 2007년 ~ 2008년
- 한국: 2007년 ~ 2008년 (카툰네트워크), 2011년 (EBS)

## 줄거리
스컹크와 팬더가 이끄는 다른 계곡 동물들은 산의 은신처에서 개코 원숭이와 닌자 원숭이와 함께 계곡을 추월하려는 드래곤의 노력을 방해한다. 역사적으로 드래곤과 팬더는 친구였지만, 드래곤은 오만함으로 인해 천국의 처벌을 받았기 때문에 계곡 주민들을 몰락의 원인으로 인식하고 (자신의 행동에 대한 책임을 전가) 그들을 파괴하려고 한다. 팬다는 스컹크를 계곡을 구하는 데 중요하다고 생각하고 종종 힘든 쿵푸 훈련을 우회하려고하는 스컹크를 가르치려고 노력한다. 스컹크가 궁극적으로 하루를 구한 결과로부터 초기 교훈의 가치를 배우기 위해 노력한다.

## 등장인물
- 스컹크

성우: 줄스 데 종
밸리 거주자 중 막내인 10살 소년. 쿵푸 마스터가 되고 싶어하지만 먼저 팬더와 함께 쿵푸 동작을 배워야 한다. 게으르고 참을성이 없다. 그러나 그가 마음을 두면 스컹크는 그가 설정한 목표를 달성하기 위해 많은 일을 할 수 있다.
- 팬더

성우: 폴 타이락
다양한 예술 분야에서 스컹크를 훈련하는 데 시간을 보내는 밸리의 현명한 80세의 지도자이다. 드래곤이 천국의 벌을 받고 악이되기 전에 그는 드래곤의 가장 친한 친구였다.
- 토끼

성우: 폴 타이락
항상 갈등을 경계하는 폭력적이고, 성질이 나쁘고, 이기적이고, 똑똑한 성격이다. 20대 청년이고, 그는 여우에 대한 큰 호감을 가지고 있지만 이것을 숨기기 위해 많은 노력을 기울일 것이다. 그는 스컹크에게 "물총"이라고 부르는 애착 물건이 있다. 그는 또한 스컹크를 선택하는 것을 좋아하고 종종 그를 이용하지만 그는 그를 친구로서 관심과 사랑을 한다.
- 여우

성우: 패트리샤 로드리게스
효과적이고 우아한 전사 인 여우는 이야기의 주인공이자 계곡 저항군의 유일한 개 가족구성원이다. 19살 아가씨. 스컹크의 언니처럼 그녀는 건전한 조언으로 그를 돕고 매우 평범하다. 그녀는 스컹크를 남동생처럼 사랑하고 종종 그를 보호한다. 토끼처럼 그녀는 또한 "물총", "청년"또는 단순히 "새끼"와 같은 스컹크 애완 동물 이름을 제공한다. 여우가 토끼의 애정에 짜증이 나거나 아첨하는지는 확실하지 않지만 토끼를 너무 많이 해충이라고 생각하지만 그녀는 토끼에게 매력을 느낀다.
- 드래곤

성우: 로드 굿웰
수년 전에 천국은 드래곤을 계곡의 동물을 보호하기 위해 수호 동물로 만들었다. 자연 불의 균형을 유지하기 위해 하늘은 드래곤에게 물에 대한 힘을 주었다. 그 당시 드래곤은 친절했고 팬다의 절친한 친구였다. 그의 충동적인 행동과 명백한 불순종에 대한 처벌로서 (둘 다 그의 "오만함"이라고 언급 됨), 천국은 드래곤의 비행 능력을 박탈하고 한때 아름다운 황금 비늘을 어둡고 검게 만들었다. 형벌에 겁에 질린 드래곤은 복수를 맹세했다.
- 비비

성우: 폴 맥룬
개코 원숭이는 또한 드래곤의 닌자 원숭이 군대의 수장이며, 대부분의 드래곤 자신의 음모를 수행하기 위해 일반적으로 파견되는 사람이기도 하다. 그는 스컹크, 개코 원숭이 자신의 어리석음과 닌자 원숭이의 멍청이를 이기려고 시도하는 경우 종종 양측이 개코 원숭이와 정기적으로 패배하여 드래곤의 분노를 일으킨다.
- 닌자 원숭이

성우: 토니 애크워스
멍청하고 무능한 드래곤의 병사들이다. 기술 부족을 보충하고 숫자로 보충하고 많은 사람들이 팬다를 쓰러 뜨릴 수도 있다.